# Бубнов, Сергей Сергеевич
Сергей Сергеевич Бубнов (род. 18 августа 1955) — российский флейтист. Заслуженный артист РФ (1999).

## Биография
С 1973 г. учился в Московской консерватории у профессора Ю. Должикова, у него же закончил ассистентуру-стажировку. Работал в БСО им. П. И. Чайковского под управлением В. Федосеева и в Российском национальном оркестре под руководством М. Плетнёва и В. Спивакова. В данный момент солист и концертмейстер группы флейт Национального Филармонического оркестра России.
Играл в составе камерного ансамбля «Концертино», а также ансамбля солистов Российского Национального Оркестра. Сделал несколько записей — музыка Ибера, Прокофьева, И. С. Баха и др.

## Награды
- I премия международного конкурса «Пражская весна» (1977)
- Лауреат Всемирного фестиваля молодежи и студентов в Гаване (1978)
- Заслуженный артист РФ (8 января 1999).